# Șoseaua Kiseleff

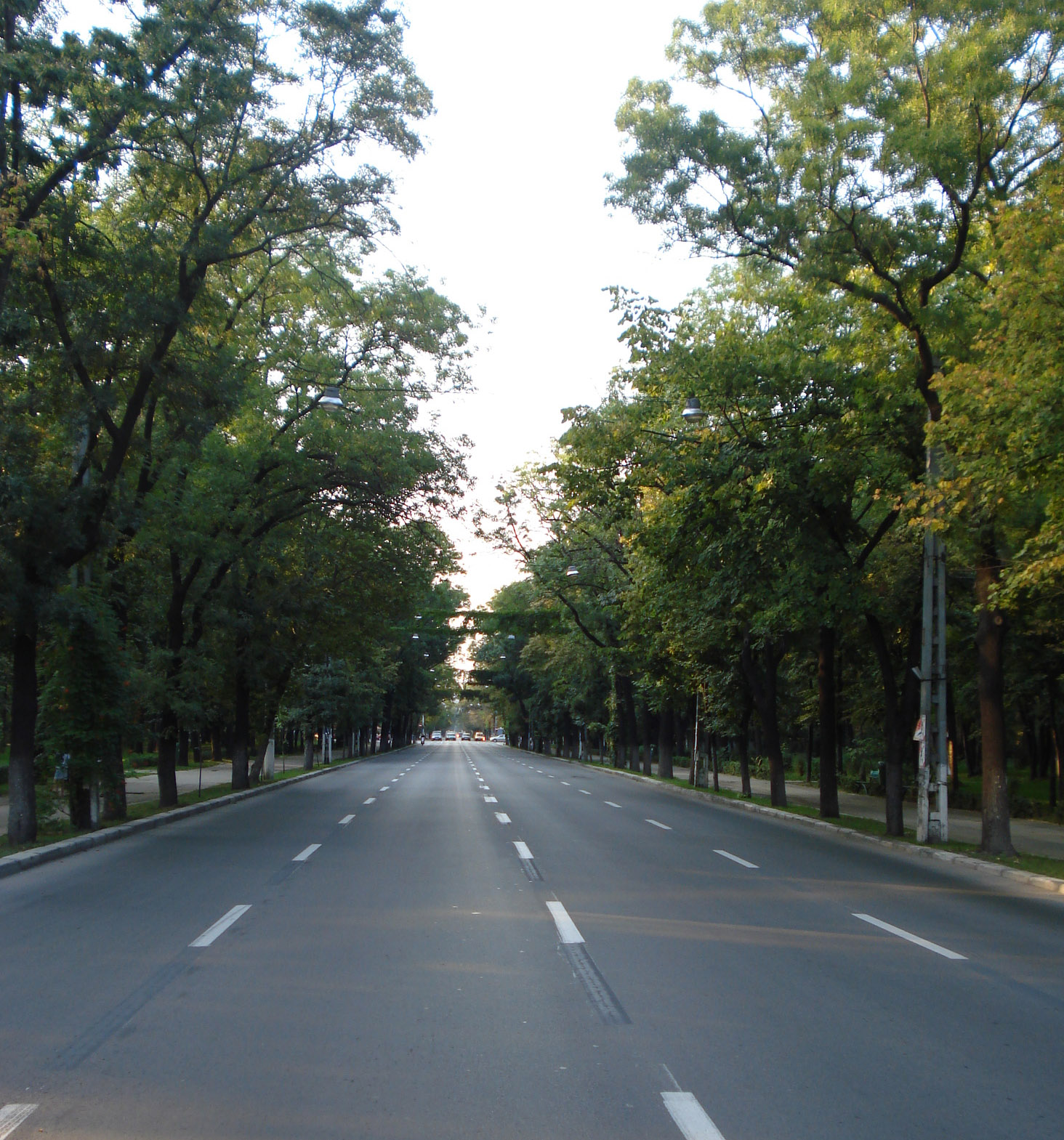
Șoseaua Kiseleff

Șoseaua Kiseleff (Carretera Kiseleff) és una carretera important de Bucarest (Romania). Situat al sector 1, el bulevard discorre com una continuació cap al nord de Calea Victoriei.

## Història
La carretera va ser creada l'any 1832 per Pavel Kiselyov, el comandant de les tropes d'ocupació russes a Valàquia i Moldàvia. El nom es va convertir de Kiselyov a Kiseleff, utilitzant la transliteració francesa dels noms russos de l'època.
La zona no es va veure afectada pels plans de sistematització de Ceaușima i les demolicions de Nicolae Ceaușescu, i té moltes residències anteriors a la Segona Guerra Mundial.

## Característiques
La plaça de la Victòria (Piața Victoriei) i la plaça de la Premsa Lliure (Piața Presei Libere) es troben als seus dos punts extrems. El carrer té diversos museus, parcs (parc Kiseleff i parc Herăstrău), grans residències i l'Arc de Triomf al llarg d'aquests punts finals.

### Edificis notables

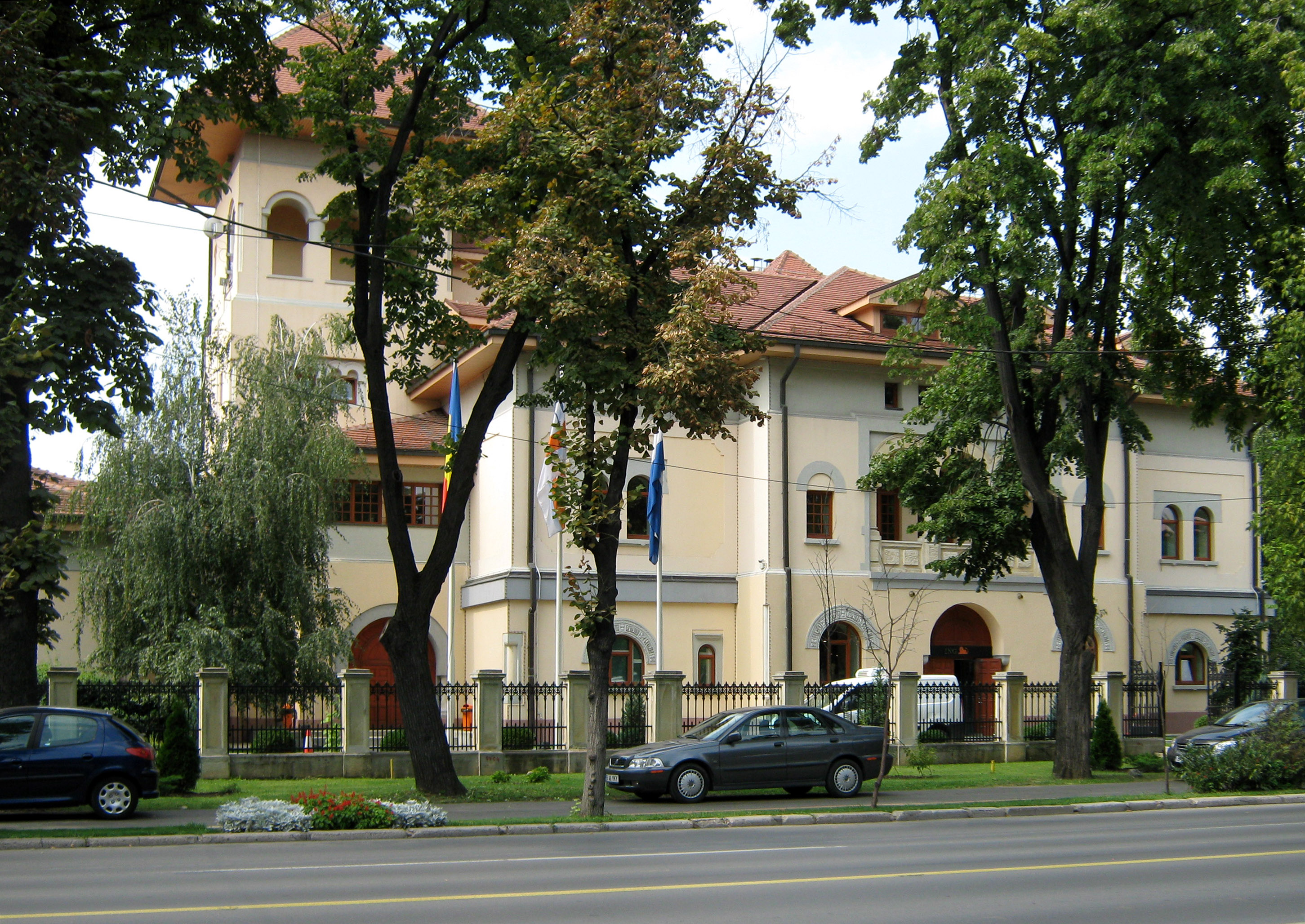
El Palau Reial de Kiseleff

Entre els edificis notables de Șoseaua Kiseleff hi trobem:
- El Museu del Camperol Romanès
- El Museu de Geologia
- Museu Nacional d'Història Natural Grigore Antipa
- El Museu del Poble
- El Palau Elisabeta, residència de la princesa heredera Margareta
- El Palau Kiseleff, actualment la seu d'ING Bank Romania
- El Buffet de carretera Kiseleff; dissenyat per l'arquitecte Ion Mincu l'any 1892, actualment acull el Restaurant Casa Doina.[1]
- La seu del Partit Socialdemòcrata.

També al llarg de Șoseaua Kiseleff es troben les ambaixades de Belarús, Canadà, Perú i Rússia, així com la residència de l'ambaixador dels Estats Units a Romania.